# Крукшанк, Джордж
Джордж Кру́кшанк (George Cruikshank; 27 сентября 1792 года, Лондон, Англия — 1 февраля 1878 года, там же) — английский художник-иллюстратор и рисовальщик-карикатурист, ведущий мастер книжной иллюстрации и сатирико-политической карикатуры XIX века. За свою долгую жизнь он проиллюстрировал более 850 книг.

## Биография
Родился 27 сентября 1792 года в Лондоне в семье иллюстратора Айзека Крукшанка (1756—1811). В год смерти отца, когда Джорджу не было и двадцати лет, он прославился серией сатирических карикатур для ежемесячника «The Scourge, a Monthly Expositor of Imposture and Folly». В то же время Крукшанк создал иллюстрации к первому английскому изданию романа Готтфрида Бюргера «Приключения Мюнхгаузена», заложив медийный образ барона литературного персонажа как лихого усатого кавалериста. За четыре года сотрудничества с этим изданием Крукшанк приблизился по популярности и размеру заработков к Джеймсу Гилрею, знаменитому карикатуристу эпохи наполеоновских войн. В 1820-е годы его карикатуры с равной едкостью высмеивали партии вигов и тори.
Крукшанк продолжал иллюстрировать британскую политическую жизнь до 1825 года, хотя уже с 1820 года его более занимало иллюстрирование книг современных авторов. Его живые и забавные иллюстрации книг для детей стали новым явлением в истории книжного дела и нашли многочисленных подражателей в странах Европы и в Америке. Наибольшую известность получило сотрудничество Крукшанка с молодым Чарлзом Диккенсом, результатом которого стали иллюстрации к рассказам цикла «Очерки Боза» (1836—1837) и роману «Приключения Оливера Твиста» (1838).
С годами в творчестве Крукшанка нарастал по-хогартовски назидательный элемент. В 1840-е годы он призывал к умеренности в потреблении алкоголя (гравированные листы «Бутылка» и «Дети пьяницы»), а в 1860—1863 годы выполнил огромный холст на тему поклонения Вакху. С 1835 по 1853 год он издавал «Комический альманах» (англ. The Comic Almanack), к которому готовил не только иллюстрации, но и текст.

## Галерея

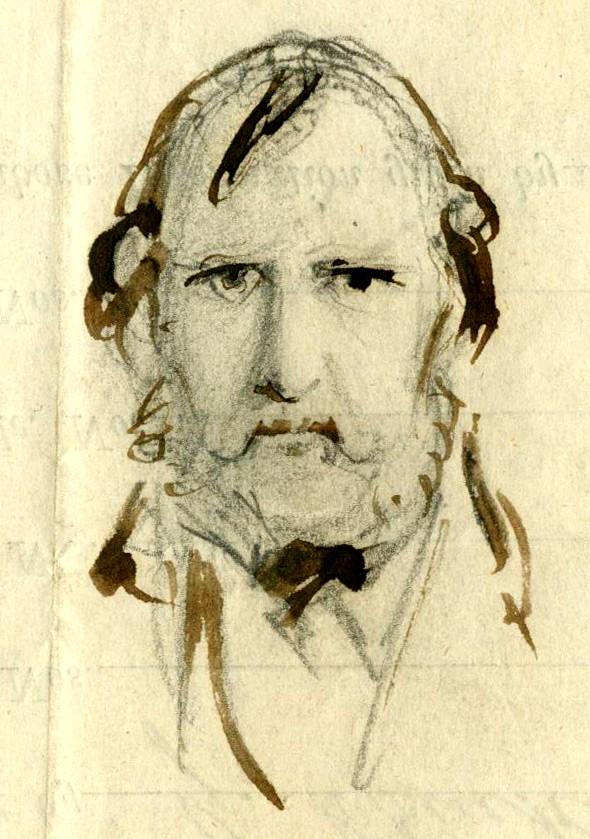
Автопортрет. 1858. Бумага, карандаш, тушь
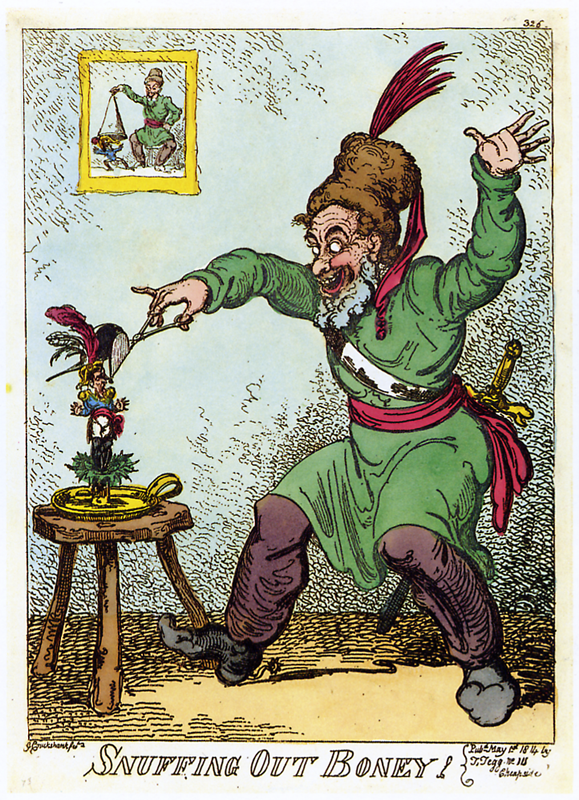
Русский казак и Бонапартишка. 1814. Типографика
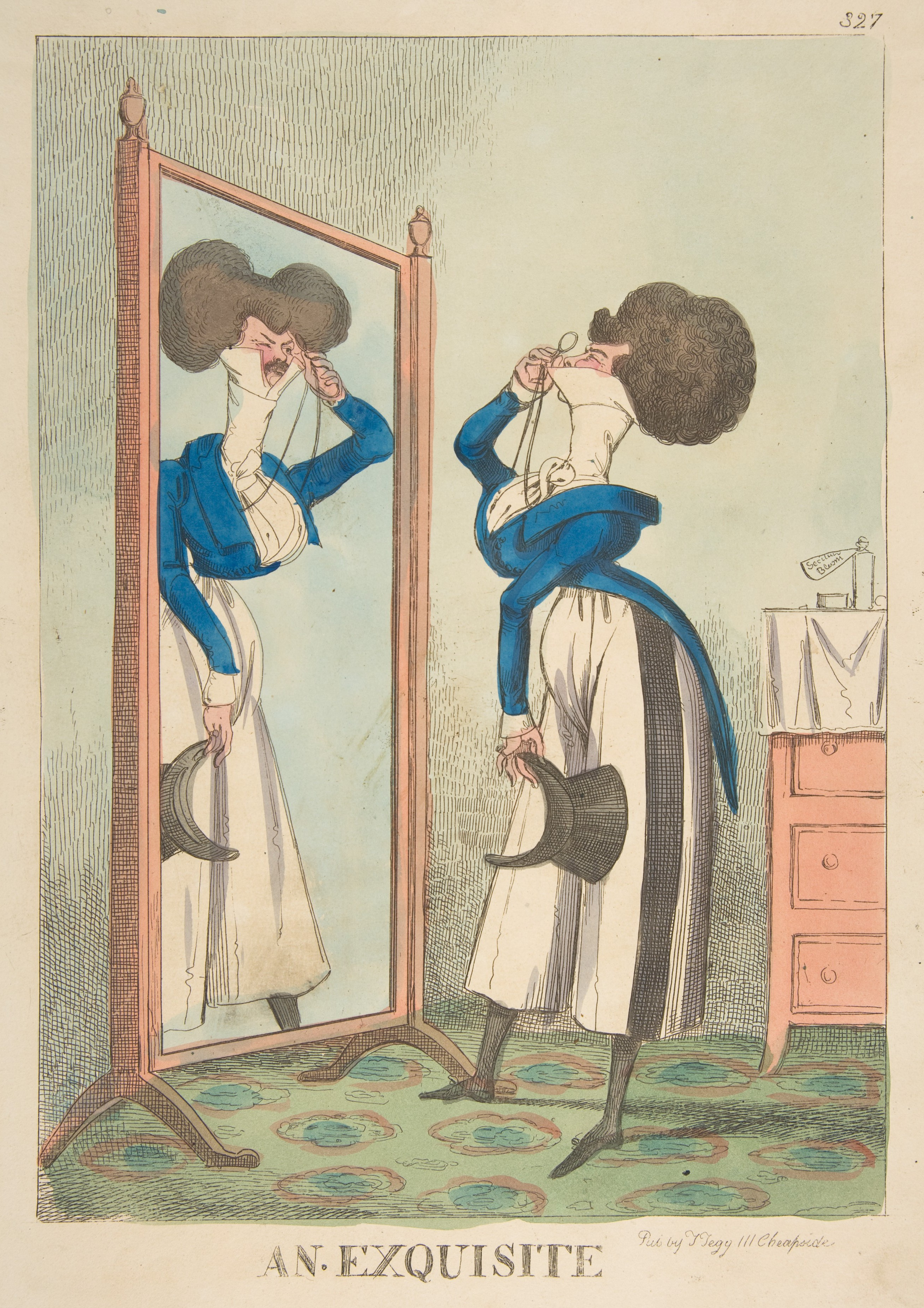
Изысканность. Офорт, раскраска акварелью
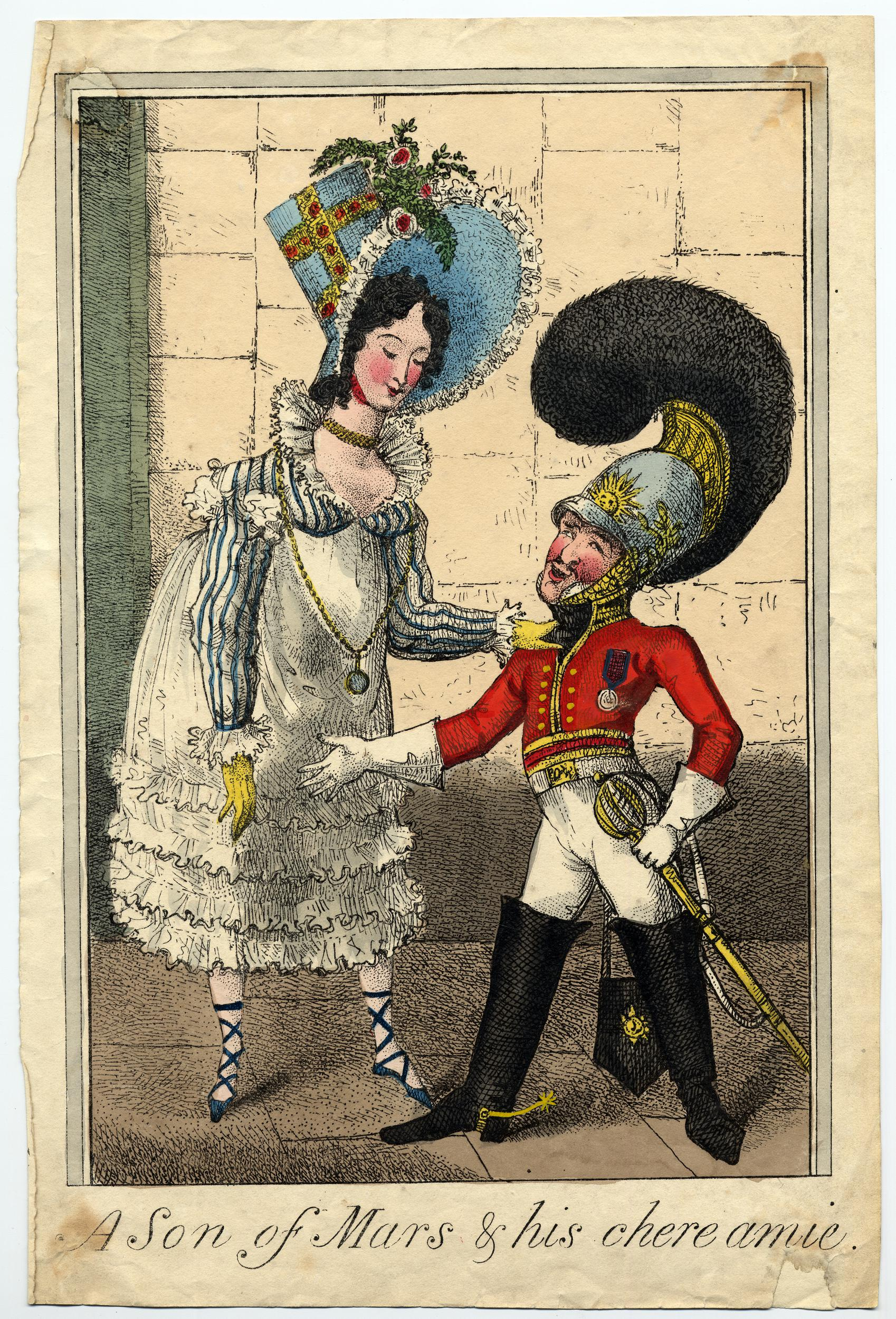
Сын Марса и его дорогая подруга. Ок. 1817. Литография, раскраска акварелью
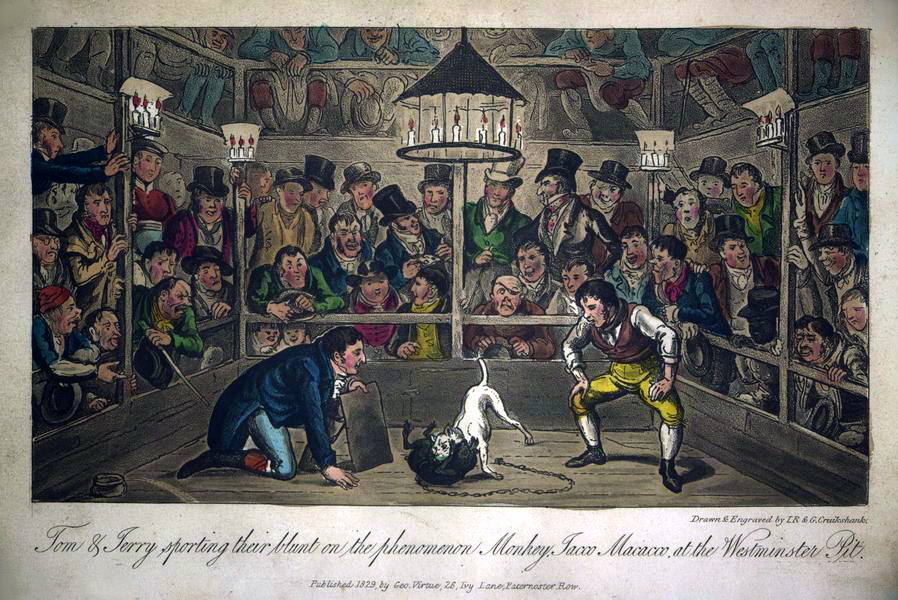
Том и Джерри щеголяют с феноменальной обезьянкой Джакко Макакко на арене Вестминстер-Пит в Лондоне. 1820. Холст, масло. тушь